# 欧堪善
欧堪善（?—?），字绍文，一字韶文，号眉庵。广东韶州府乐昌县人。清朝进士、政治人物。
清乾隆二年，中进士第二甲第六十九名，赐进士出身。初授编修，历官监察御史，官至太仆寺少卿。